# Seth Doliboa
Seth David Doliboa (Springboro, 1º dicembre 1980) è un ex cestista statunitense.

## Palmarès
- Coppa di Portogallo: 2

Benfica: 2014, 2015